# Больница на окраине города
«Больница на окраине города» (чеш. «Nemocnice na kraji města», 1977) — драматический врачебный сериал производства Чехословакии.

## О сериале
Сценарий сериала был написан Ярославом Диетлом и Ярославом Дудеком. Съёмки начались в 1976 году с Карлом Хогером в главной роли, однако во время съёмок он внезапно умер и на роль заведующего отделением ортопедии Совы был спешно найден словацкий актёр Ладислав Xудик. Премьера первого цикла серий, включающего 13 эпизодов, состоялась в ноябре 1978 года. После большого успеха не только в Чехословакии, но и в ГДР, в 1981 году по просьбе немецкого телевидения была снята вторая часть из семи серий. В июне 1990 года сериал идёт в СССР и пользуется также довольно большой популярностью.
В 2003 году вышло продолжение сериала «Больница на окраине города 20 лет спустя» (чеш.  «Nemocnice na kraji města po dvaceti letech»), созданный другим режиссёром (Ярослав Дитл умер в 1985 году). Со старым сериалом связывают любимые герои (исполняемые теми же актёрами) — доктор Блажей, доктор Ченькова, медицинская сестра Ина, доктор Кралова, старшая сестра Гунькова (теперь уже Зябликова) и, конечно, доктор Сова в исполнении Ладислава Xудика.
В 2008 году вышло продолжение сериала — «Больница на окраине города. Новые судьбы» (чеш. Nemocnice na kraji mesta - Nove osudy), который снимал Виктор Полесный (Viktor Polesný). Арношт Блажей, Эльжбета Ченькова и ещё несколько персонажей старой «Больницы» остаются главными героями, но большинство действующих лиц — это новые персонажи.

## В ролях
- заведующий ортопедическим отделением, доктор Карел Сова-старший — Ладислав Худик
- заместитель заведующего доктор Йозеф Штросмайер — Милош Копецкий
- заведующий ортопедическим отделением, доктор Арношт Блажей — Йозеф Абргам
- доктор Карел Сова-младший  — Ладислав Фрей
- сосудистый хирург, доктор Владимир Ржегорж — Франтишек Гемец
- анестезиолог, доктор Дана Кралова — Яна Штепанкова
- доктор Альжбета Ченькова  — Элишка Бальзерова
- доктор Цвах  — Йозеф Винкларж
- заведующий хирургическим отделением, председатель шахматного клуба, доктор Франтишек Вртишка — Ладислав Пешек
- доктор Войцех Петерка  — Олдржих Кайзер
- медсестра Марта Гунькова (Пенкавова) — Ива Янжурова
- медсестра Ина (Георгина) Галушкова (Яхимова) — Андреа Чундерликова
- старшая медестра Яхимова — Нина Попеликова
- водитель скорой помощи Роман Яхим — Яромир Ганзлик
- экономка Совы Эма Мутлова — Мария Мотлова
- вахтёр больницы — Лудмила Роубикова
- Алёна Блажеёва, жена Блажея — Гана Мациухова
- Кованда, отец Алёны — Ярослав Моучка
- Катерина Совова, жена Совы-младшего — Даниела Коларжова
- Вацлав Пенкава (Зяблик) — Йозеф Дворжак
- бригадир Йозеф Вандус — Владимир Меншик
- хоккеист Пшемысл Резек — Виктор Прейсс
- мать Резека — Зденка Прохазкова
- директор больницы Пекарж — Йозеф Сомр
- Ирена Штросмайерова, дочь Штросмайера — Хельга Чочкова
- Галушка, отец Инны — Йозеф Блаха
- Рудольф Добиаш, зеленщик — Фердинанд Крута
- Ружена Добиашова, его жена — Стелла Зазворкова

## Сюжет
Сюжет строится вокруг личных и рабочих отношений медперсонала больницы, расположенной на окраине городка Бор, недалеко от Праги. Ортопедическое отделение местной больницы, которую возглавляет директор доктор Пекарж, считается одним из лучших не только в самой больнице, но и во всей ещё социалистической и единой Чехословакии. Во многом это заслуга заведующего — опытного ортопеда доктора Карела Совы-старшего. Однако в семье пожилого доктора не всё так радужно: его сын, Карел-младший, скандалит со своим начальником в пражской клинике и начинает пить на работе, вследствие чего вынужден уволиться. Другие врачи больницы тоже имеют свои личные секреты и проблемы. У заместителя заведующего ортопедией доктора Йозефа Штроссмайера, большого оптимиста, дочь никак не устроит личную жизнь и обвиняет в этом всех, кроме самой себя. Ассистент ортопедического отделения доктор Арношт Блажей, женатый человек и отец двоих детей, не пропускает мимо ни одной юбки, а в конечном итоге заводит серьёзный роман с медсестрой Иной Галушковой (хотя многие шепчутся, что это неудивительно — уж больно неприятный человек его жена). Молодой специалист ортопедического отделения доктор Альжбета Ченькова, по мнению старого заведующего, не имеет никаких данных для того, чтобы стать ортопедом, но она во что бы то ни стало хочет добиться своего и стать таковым, активно показывая все лучшие свои качества как оперирующий врач. Напротив, доктор Цвах в свои сорок лет не провёл самостоятельно ни одной операции и всё ждёт, когда «придёт его час», допуская в работе одну ошибку за другой. Анестезиолог-реаниматолог доктор Дана Кралова принимает тяжёлое решение родить ребенка без мужа. И наконец, палатная сестра Марта Гунькова, которую все считают недалёким человеком, просто устала от ожидания личного счастья…

## Дубляж (озвучивание)
Впервые сериал был показан в СССР в июне-июле 1990 года. Затем, по многочисленным просьбам телезрителей, показ был повторен в январе 1991 года.
Режиссёр ТВ-озвучивания сериала — Клёна Белявская (Клеопатра Белявская), редактор «ЦТВ» — Марина Смирнова, «Главная редакция кинопрограмм» Центрального телевидения (позже, в конце 1991—1992 года, переименованная в «Студию кинопрограмм» телерадиокомпании «Останкино», которая прекратила своё существование в начале 1996 года, в том же году уходит из жизни актёр Герман Коваленко).
В 2010—2011 году активные пользователи интернета перевели и озвучили сериал, поскольку копия «ЦТВ» была утеряна. Более того, студия народного перевода в 2011 начала переводить и озвучивать продолжение сериала — «Больница на окраине города 20 лет спустя». Одноголосую озвучку, а также координацию проекта взял на себя Сергей Бельчиков, известный под ником Zerzia.
Более того, Zerzia уже озвучил и весь последний «сезон» сериала — «Больница на окраине города: новые судьбы»

## Роли озвучивали
- Татьяна Васильева — Альжбета Ченькова, Ина Галушкова, Алёна Блажеёва
- Наталья Гурзо — Марта Гунькова-Зябликова
- Наталья Защипина — Дана Кралова
- Алексей Инжеватов — Арношт Блажей, Карел Сова-младший, Роман Яхим
- Герман Коваленко — Карел Сова-старший, Цвах, Владимир Ржегорж
- Виталий Ованесов — Йозеф Штроссмайер, Вашек Зяблик